# Estudio STAFF

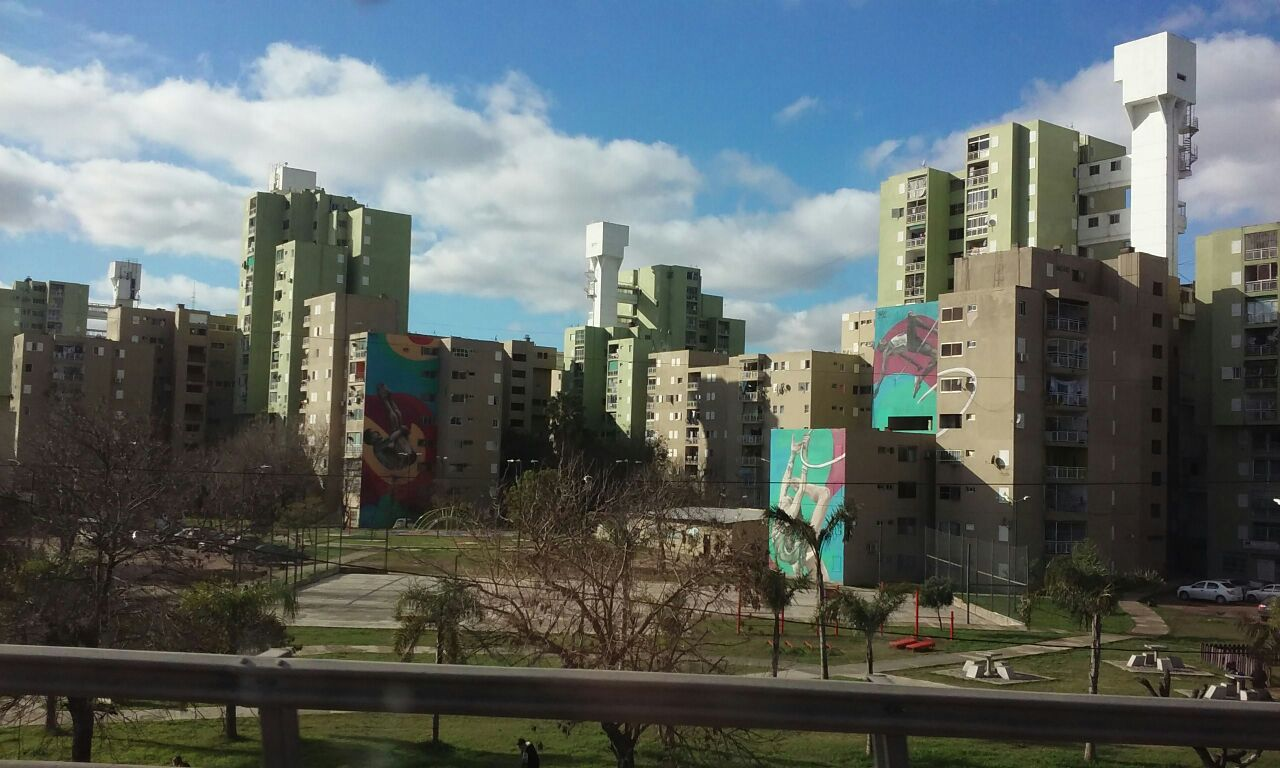
El Conjunto Urbano Soldati, en 2017.

El estudio STAFF fue formado en 1964 por los arquitectos argentinos Jorge Goldemberg (1928-2001), Ángela Teresa Bielus (1940-2020) y Olga Wainstein-Krasuk (1939). Sus principales obras fueron grandes conjuntos de vivienda social en Buenos Aires y sus alrededores, como parte del Plan PEVE a comienzos de los años 70. Entre su fundación y 1981, obtuvieron 31 primeros premios, 8 segundos premios, 2 terceros premios y 5 menciones en concursos de proyectos arquitectónicos.
En 1970, el estudio pasó a primer plano al ganar varios concursos simultáneos organizados por el gobierno militar de facto como parte del Plan de Erradicación de Villas de Emergencia (PEVE), un plan de vivienda social que buscaba eliminar las llamadas villa miseria de las ciudades argentinas, especialmente en Buenos Aires en donde el fenómeno de la vivienda precaria era ya una prioridad.

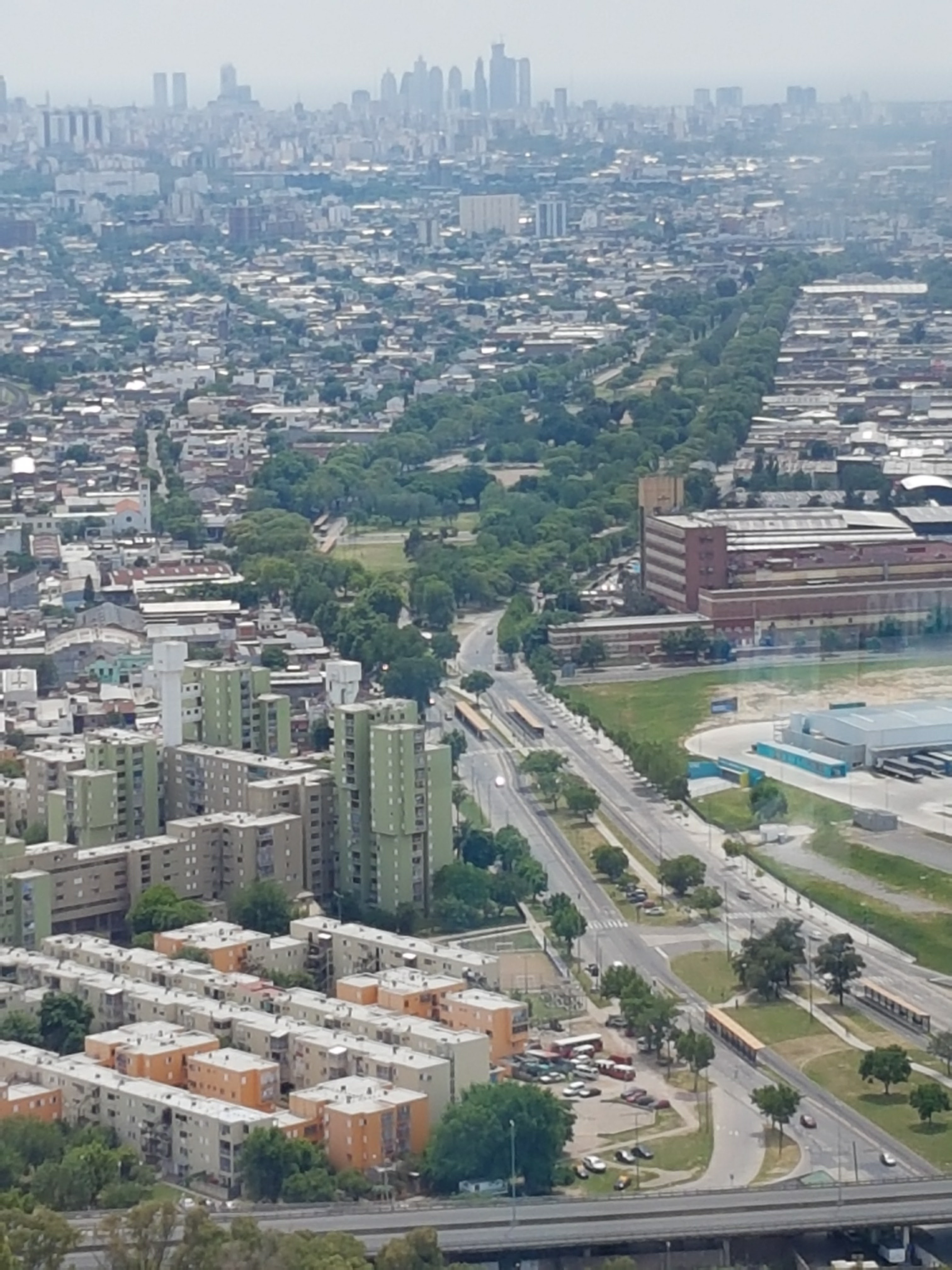
Vista panorámica del Conjunto Soldati en 2016.

Para comenzar, el concurso de proyectos para el Conjunto Habitacional Morón, en dicha localidad del oeste de Buenos Aires. Se trataría de un barrio para dar vivienda social a alrededor de 7000 personas, y el diseño de STAFF se basó en una serie de tiras de cuatro plantas, conectadas por escaleras y pasarelas de hierro y hormigón.
En segundo lugar, el Conjunto Habitacional La Matanza, junto a Ciudad Evita. Para dar vivienda a más de 3400 personas, se recurrió nuevamente a edificios en tira de cuatro plantas, pero agregando algunos sectores en donde solo se mantenían las dos últimas plantas, formando un paso vehicular bajo las viviendas.
Por último, el mayor concurso ganado por STAFF para el Plan PEVE en 1970 fue el Conjunto Habitacional Ciudadela. Brindando 960 viviendas, el estudio recurrió también a la tipología de tiras horizontales de cuatro plantas. Sin embargo, al año siguiente se realizó un nuevo certamen gracias a la adquisición de un terreno contiguo de mayores dimensiones, para una segunda etapa del conjunto de viviendas. Así, STAFF volvió a ganar con su proyecto para el Conjunto Habitacional Ciudadela II, y esta vez con un elemento nuevo como parte del barrio: una serie de torres de trece plantas que los arquitectos llamaron nudos, ya que se ubicaron precisamente en la intersección de las tiras de cuatro plantas. Así, ambos conjuntos de Ciudadela sumarían viviendas para 17000 personas.
Este barrio fue construido en etapas, la primera finalizada en 1973 y la última recién en 1978, y con el paso del tiempo y el abandono por parte tanto del Estado como de sus propietarios el conjunto, primero llamado Barrio Ejército de los Andes pero finalmente conocido popularmente como Fuerte Apache se transformó en un lugar marcado por la marginalidad y la ruina de sus edificios. Desde la década de 2000, la Gendarmería Argentina se ocupa directamente de la custodia de los accesos al conjunto, habiéndose dado ya un número de casos de asesinato de gendarmes a cargo de la seguridad en Fuerte Apache.

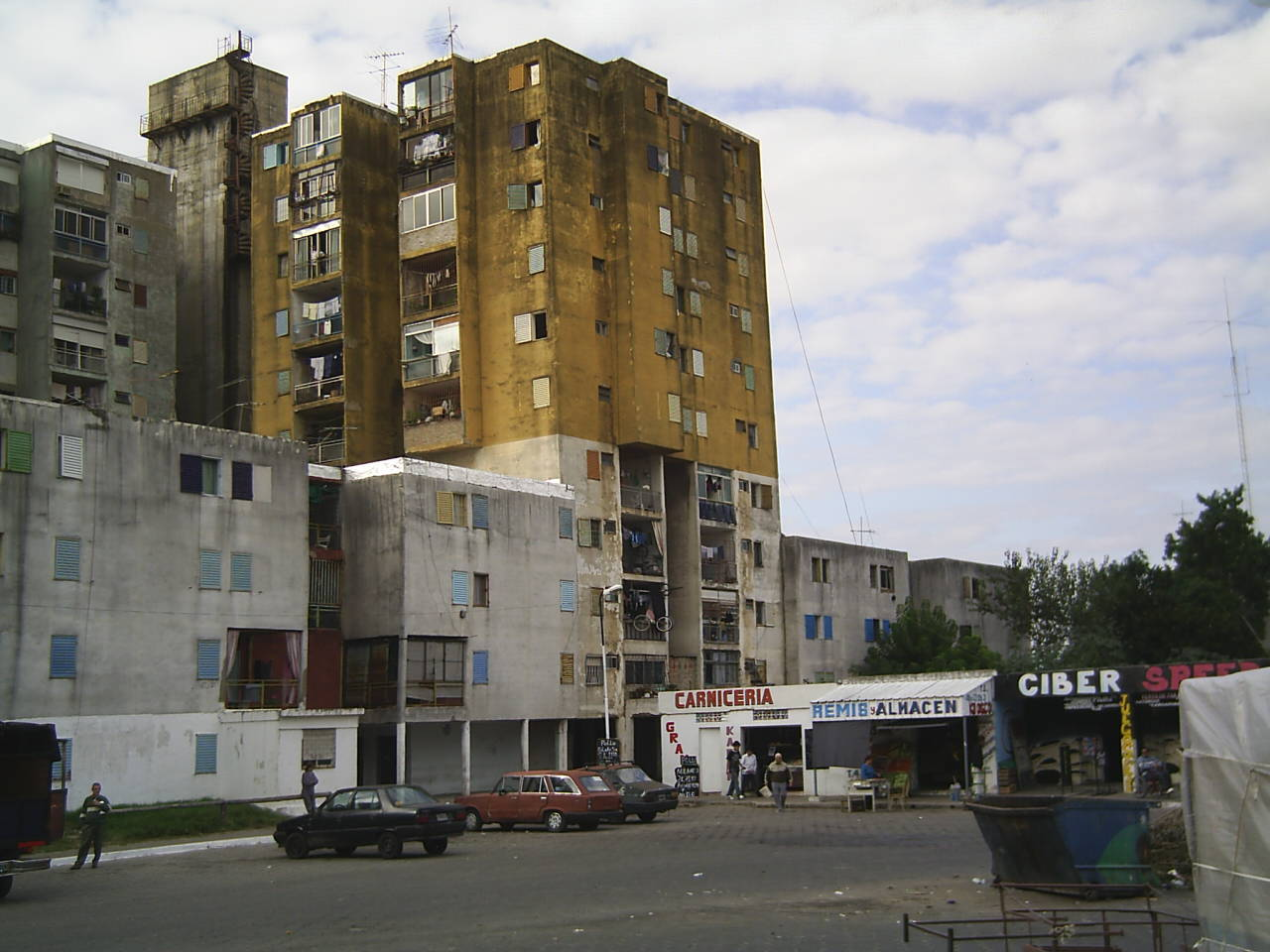
Conjunto Ciudadela 1 y 2, más conocido como Fuerte Apache, en 2006.

Por otra parte, también en 1971 STAFF ganó otro concurso del Plan PEVE, esta vez en la ciudad de Buenos Aires, barrio de Villa Lugano. En una manzana urbana, 1500 personas recibirían viviendas distribuidas en seis torres unidas por edificios más bajos.
En 1972, STAFF volvió a resultar ganador de un concurso para gran cantidad de viviendas en una superficie acotada, el Conjunto Habitacional Soldati, en el barrio porteño de Villa Soldati. 17800 personas debían ubicarse en un terreno que llevaba la densidad habitacional a alrededor de 900 personas por hectárea, una cifra de población comparable con la de varias ciudades pequeñas de Argentina. Un programa más complejo, con centro comercial y escuelas primarias, finalmente se construyó entre 1973 y 1975; con el paso del tiempo el Conjunto Soldati, al igual que el caso de Ciudadela, se deterioraría drásticamente también a causa de la desidia del Estado y la falta de recursos de sus habitantes.
En 1973 desarrollaron el proyecto para el Conjunto Habitacional Florencio Varela, en la localidad del mismo nombre al sur de Buenos Aires, con 103.000 m² cubiertos en 14 hectáreas recurriendo nuevamente a la tipología de tiras bajas y longitudinales, y cuya construcción terminó recién en 1978. En 1979 diseñaron el Conj. Habitacional Rosario II, en dicha ciudad y recurriendo a las torres en altura en combinación con las tiras bajas, para totalizar 76 000 m² cubiertos.
Como proyecto no realizado, vale destacar el intensivo plan para la Villa Minera de Río Turbio de Yacimientos Carboníferos Fiscales en la provincia de Santa Cruz. Se desarrolló no solo un conjunto habitacional si no además todo el equipamiento comunitario, el hospital y el edificio de la boca mina, en un extenso trabajo no concretado que se extendió entre 1974 y 1979. En la región de la Patagonia, también proyectaron conjuntos habitacionales en el pueblo de 28 de noviembre y la ciudad de Río Grande, tampoco construidos.
Luego de estos grandes programas de vivienda social en altura, la concepción acerca de esta necesidad básica cambió drásticamente en la Argentina, y en parte gracias a las consecuencias visibles en los conjuntos diseñados por STAFF en los años 70. Pasando la década de 1980, ni el Estado Nacional ni los Gobiernos Provinciales recurrieron nuevamente a los grandes conjuntos de monoblocks o torres para brindar vivienda a familias sin techo o con vivienda precaria, volviendo a recurrir a tipologías de edificios bajos, horizontales y en tira.
Hacia fines de la década del '70, STAFF se encontraba instalado en sus oficinas de Cangallo (hoy Tte. Gral. Perón) 949 de Buenos Aires, habiendo construido también la Casa W-K en Pilar y el equipamiento comunitario del country club “Mi Refugio”.